# Karel Čapek

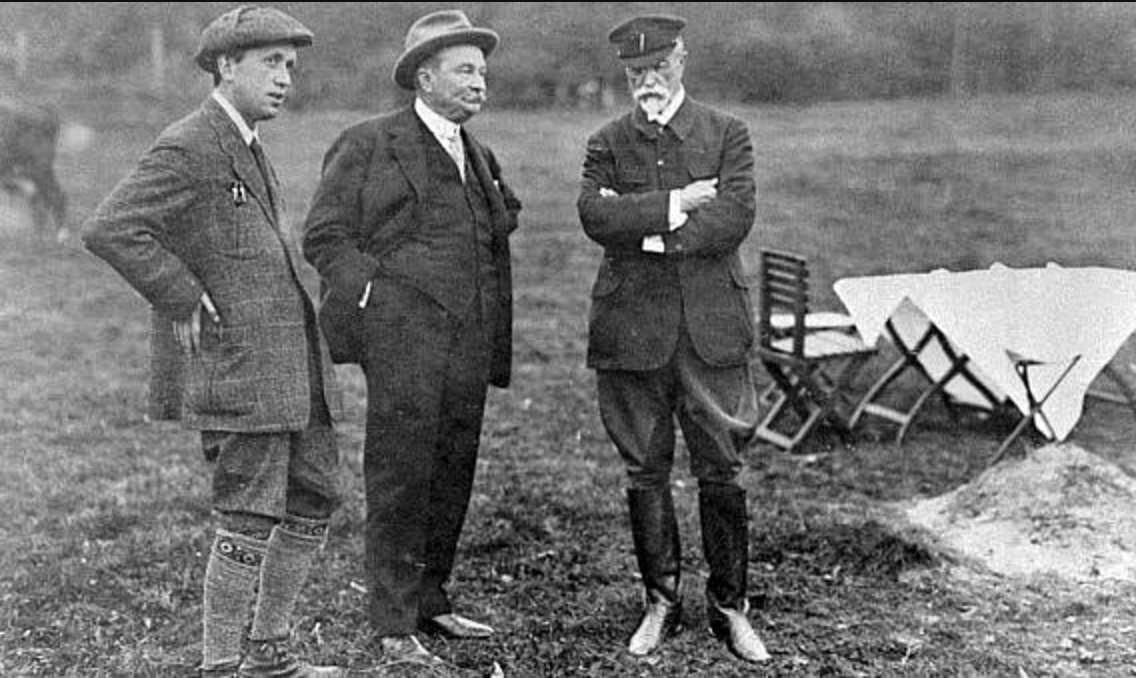
Setkání (zleva) Karla Čapka, Jaroslava Preisse a T. G. Masaryka Autor: Archiv Deník.cz

Karel Čapek, rodným jménem Karel Antonín Čapek (9. ledna 1890 Malé Svatoňovice – 25. prosince 1938 Praha) byl český spisovatel, intelektuál, novinář, dramatik, překladatel a amatérský fotograf. Byl mladším bratrem malíře a spisovatele Josefa Čapka (1887–1945).

## Život

### Původ a studium

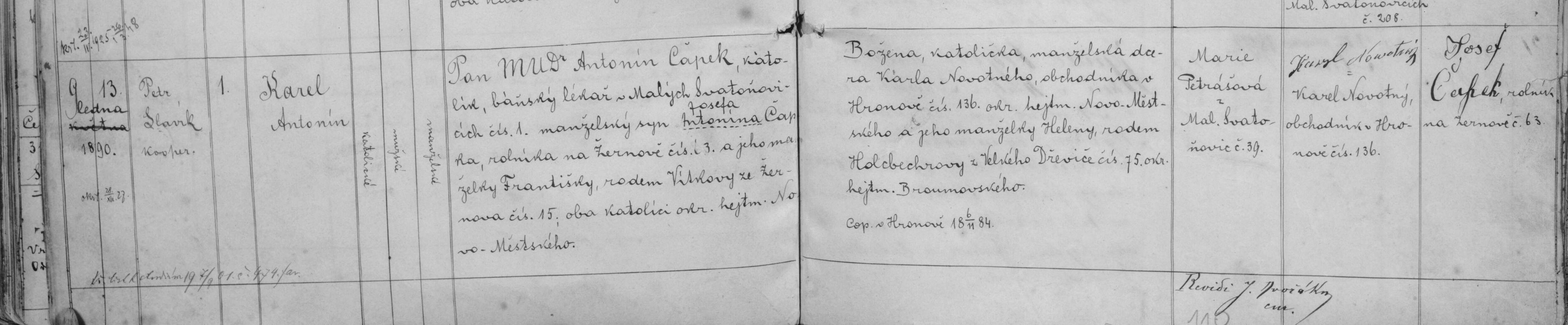
Matrika narození Karla Čapka

Narodil se v Malých Svatoňovicích v rodině venkovského lékaře MUDr. Antonína Čapka. Matka Božena Čapková (roz. Novotná) sbírala slovesný folklor. S rodiči se brzy přestěhoval do Úpice, kde byl v místním kostele 13. ledna 1890 pokřtěn. V Úpici také absolvoval základní školu na Blahovce, která byla v roce 1990 přejmenována na Základní školu Bratří Čapků. Poté studoval na gymnáziu v Hradci Králové, odkud musel po odhalení jím organizovaného protirakouského spolku přestoupit na gymnázium v Brně. Roku 1915 ukončil studium estetiky a filozofie na Filosofické fakultě Univerzity Karlovy v Praze a získal doktorát z filozofie. V letech 1910–1911 byl Karel Čapek na studijním pobytu v Berlíně a v Paříži.

### Počátky literární činnosti
Karel Čapek trpěl od svých 21 let Bechtěrevovou nemocí, což je chronické zánětlivé onemocnění především páteřních obratlů. Pro svou nemoc nebyl odveden do rakouské armády a nemusel proto bojovat v první světové válce, přesto byl touto válkou a jejími následky velmi ovlivněn. Po ukončení studia krátce působil jako vychovatel v šlechtické rodině; v roce 1917 byl domácím učitelem Prokopa Lažanského na zámku Chyše. Jako vychovatel však působil pouze pět měsíců, a brzy přešel k novinařině. Stal se redaktorem v několika denících a časopisech: v Národních listech (1917–1921), v týdeníku Nebojsa (1918–1920) a v Lidových novinách (od roku 1921). Z Národních listů odešel v roce 1921 na protest proti vyloučení svého bratra z redakce a proti politickému směřování listu, které vnímal jako zaměřené proti prvnímu československému prezidentovi Tomáši Garrigue Masarykovi.

### Vrcholné období
V letech 1921–1923 byl dramaturgem i režisérem Vinohradského divadla. V letech 1925–1933 byl prvním předsedou československého odboru PEN klubu.

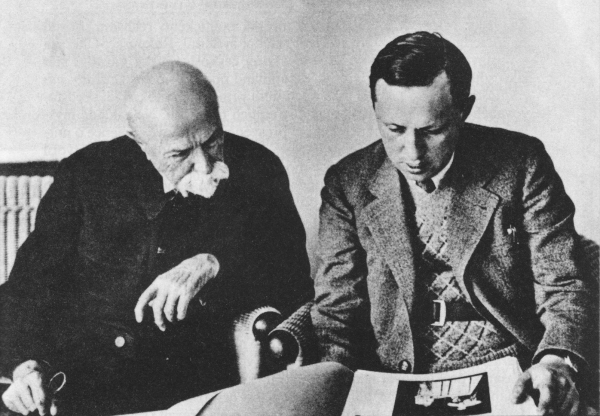
Pátečníci Karel Čapek a Tomáš Garrigue Masaryk

Karel Čapek a jeho bratr Josef byli zhruba od roku 1925 aktéry pravidelného pátečního setkávání osobností politického a kulturního života. Tyto schůzky se staly zavedenou „institucí“. Roku 1927 se pro jejich účastníky všeobecně vžil název pátečníci. Mezi pátečníky patřili kromě bratří Čapků mj. prezident T. G. Masaryk, ministr zahraničí Edvard Beneš, historik Josef Šusta a novinář Ferdinand Peroutka.
Čapkovy Hovory s T. G. Masarykem (sepsány 1928–1935, ve 3 svazcích – v roce 1938 shrnuty do jednoho svazku) jsou jedinečným svědectvím o T. G. Masarykovi, o jeho názorech nejen politických, filozofických, ale i lidských, a jeho vzpomínek.
26. srpna 1935 se Karel Čapek na vinohradské radnici oženil se svou dlouholetou přítelkyní, herečkou Olgou Scheinpflugovou (1902–1968). 

### Zhroucení Čapkova světa
Mnichovská dohoda a po ní následující kapitulace znamenaly pro Karla Čapka zhroucení jeho dosavadního světa a osobní tragédii.
| „             | Zdá se mi, že už tu nemám co dělat, byl bych tu směšnou figurkou, můj svět umřel, věřil jsem totiž v jakési závazky, v takzvanou čest ve smlouvě a podobné věci. Myslím, že bych se v téhle tlačenici nevyznal... | “ |
| — Karel Čapek | |   |

Když se vzpamatoval z prvotního šoku, snažil se o ospravedlnění vládních a prezidentových kroků v situaci, která dle Čapka nenabízela jiná ospravedlnitelná řešení. Jako nemístné viděl v tehdejší situaci hledání viníků. Snažil se zabránit rozdělení národa a usiloval o jeho jednotu. Po abdikaci prezidenta Beneše se však stal jediným viditelným symbolem první republiky a často plnil roli „obětního beránka“. Součástí této kampaně se tak stávaly nejen četné urážlivé anonymní dopisy a telefonáty, ale i vytloukání oken Čapkova domu apod. V reakci na útoky na svou osobu zveřejnil úvahu Jak to bylo otištěnou 26. listopadu 1938 v Lidových novinách, kde se pokusil vysvětlit své aktivity v roce 1938.

### Úmrtí a pohřeb

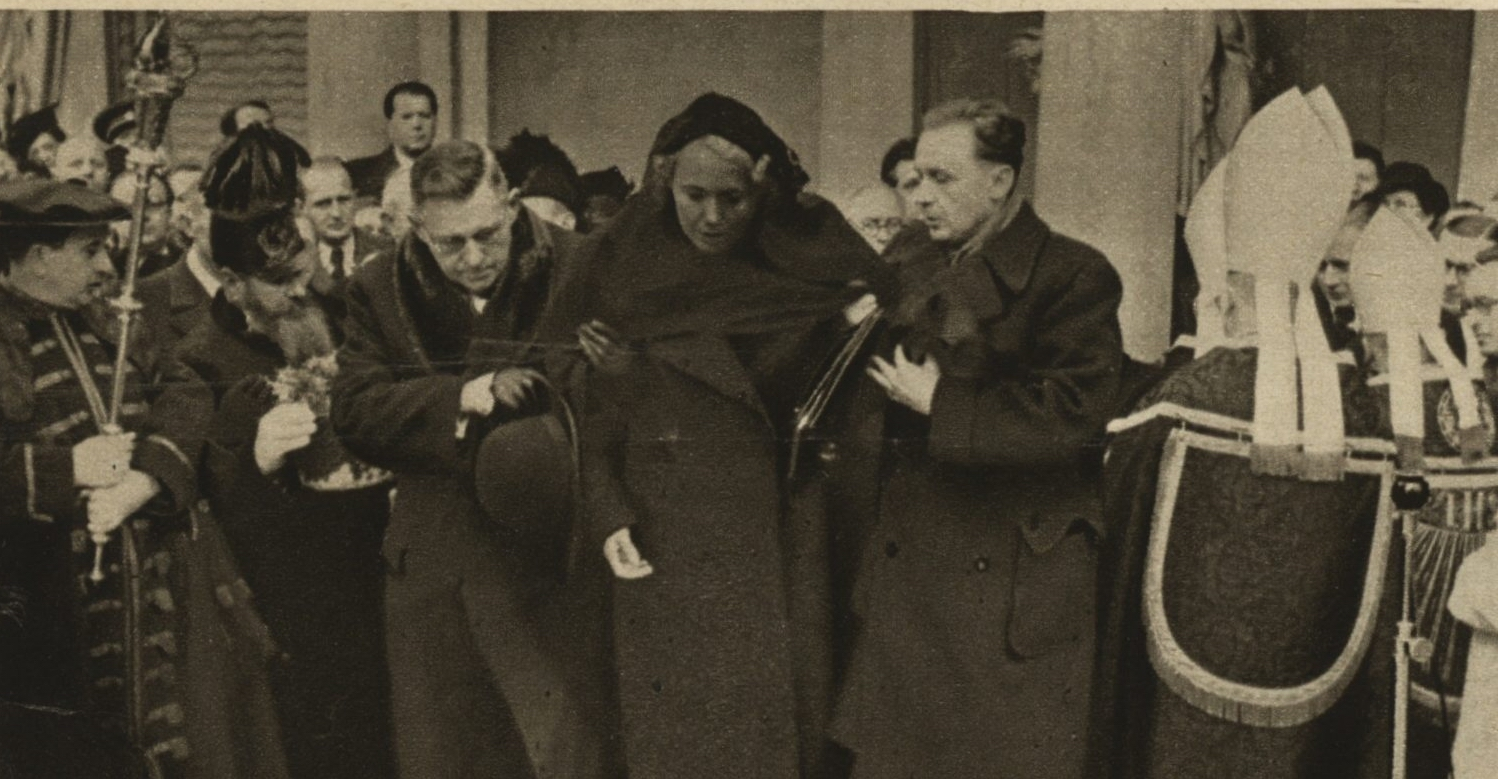
Václav Palivec, Olga Scheinpflugová a JUDr. Karel Scheinpflug na pohřbu Karla Čapka

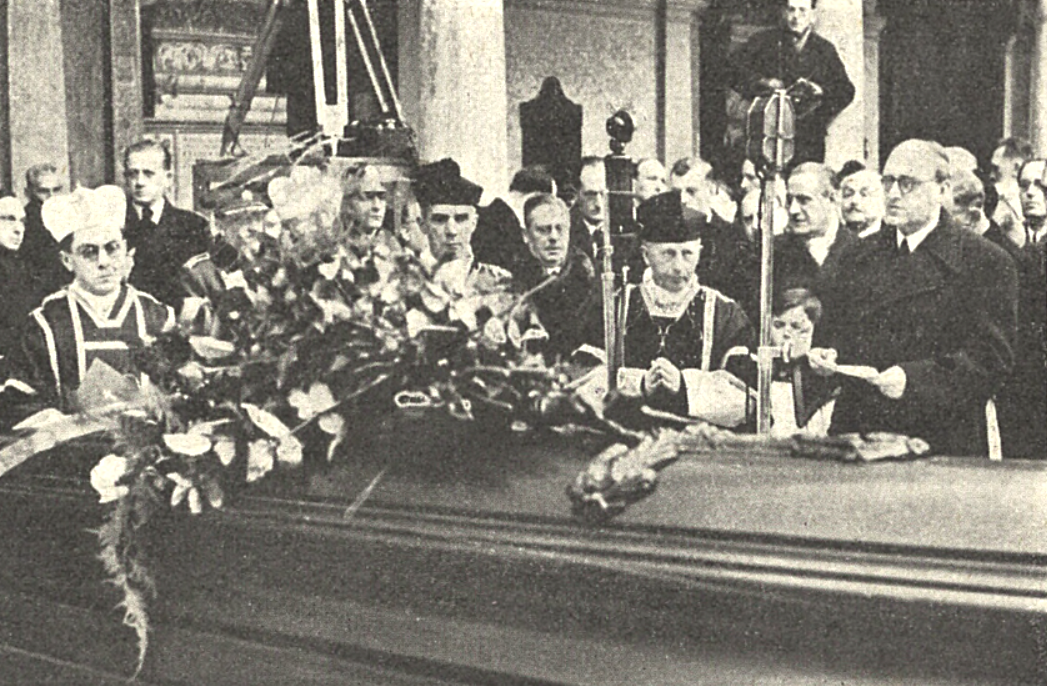
Josef Hora hovoří nad rakví Karla Čapka (foto Světozor)

Koncem srpna 1938 zasáhla dům a zahradu ve Staré Huti povodeň. Čapek se ihned pustil do náročných oprav. V prosinci 1938 si Karel Čapek přivodil lehkou chřipku. Jeho stav se přechodně zlepšil, ale brzy musel znovu ulehnout. Ke chřipce se přidal zánět ledvin a zápal plic. Zemřel na plicní edém dne 25. prosince 1938, tedy několik měsíců před okupací Čech a Moravy nacistickým Německem. Je známo, že gestapo plánovalo jeho zatčení.
Byl pohřben na Vyšehradském hřbitově v Praze. Nad hrobem promluvili básník Josef Hora, básník a kritik Miroslav Rutte, spisovatel Eduard Bass a za osobní přátele Ferdinand Peroutka. Mezi účastníky pohřbu byli např. předseda sněmovny Jan Malypetr, předseda senátu František Soukup, generál Alois Eliáš (ministr dopravy, později popraven nacisty), pražský primátor Petr Zenkl a další.

## Bydliště
Do roku 1925 žil Karel Čapek spolu se svým bratrem Josefem Čapkem v bytě na Malé Straně v Říční 11. Pak se přestěhovali na východní hranu vinohradské kolonie Spolku žurnalistů, kde pro ně postavil architekt Ladislav Machoň v letech 1923–1924 rozsáhlou dvojvilu v tzv. národním slohu. Nejprve žil Karel Čapek ve své polovině dvojdomu v dnešní ulici Bratří Čapků 28 v Praze 10 sám, později se svou ženou Olgou Scheinpflugovou. Druhou polovinu domu obýval bratr Josef Čapek se svou rodinou.

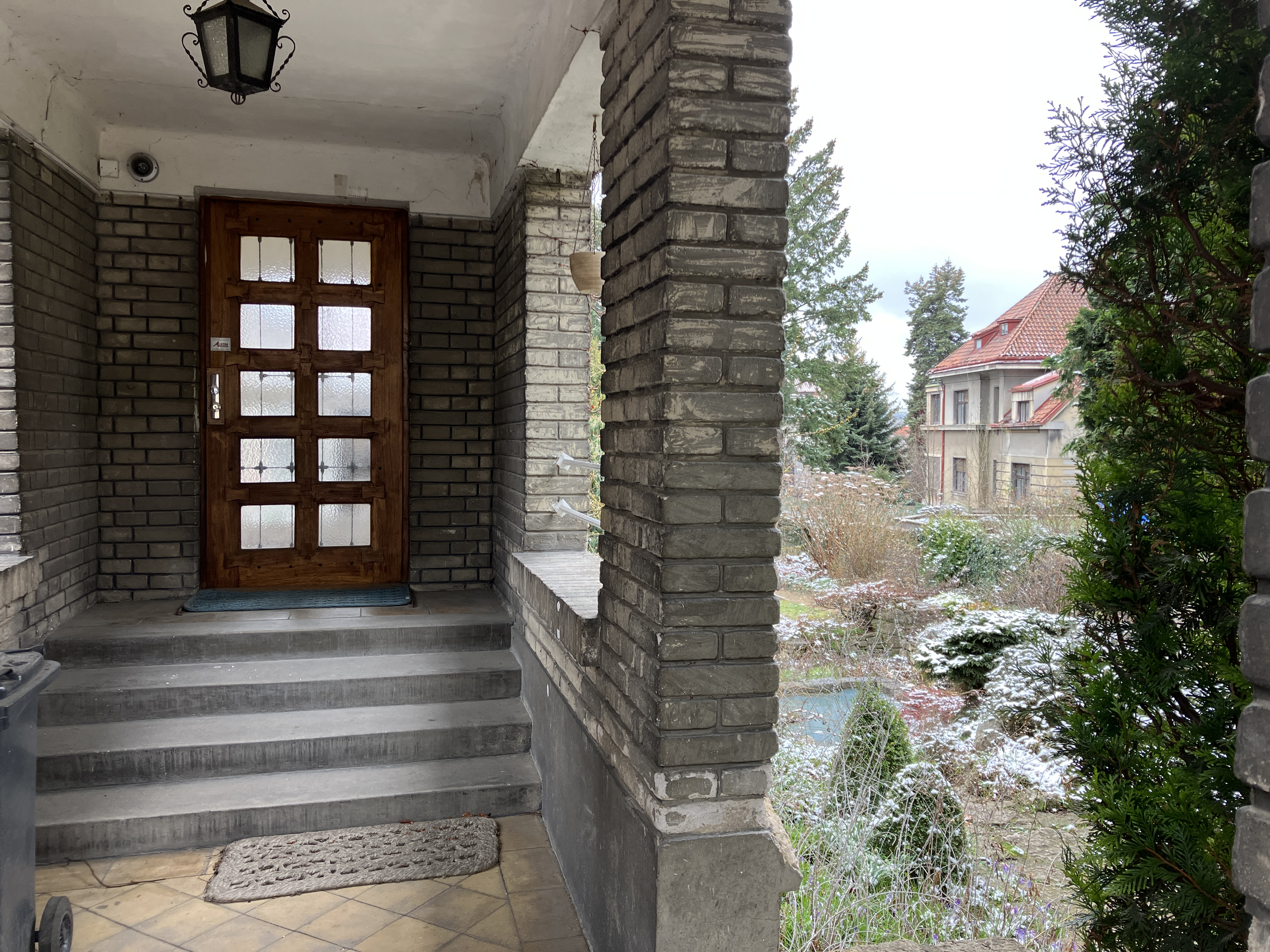
Pohled ze vstupní brány vily bratří Čapků

Ke svatbě v roce 1935 obdrželi novomanželé Karel Čapek a Olga Scheinpflugová doživotní právo bydlet na letním sídle nad rybníkem Strž u Staré Huti (nedaleko Dobříše). Stalo se tak zásluhou generálního ředitele hutí v Dobříši Václava Palivce. Od roku 1963 je v tomto domě památník Karla Čapka. Zde Čapek ve svých posledních třech rocích života převážně pobýval.

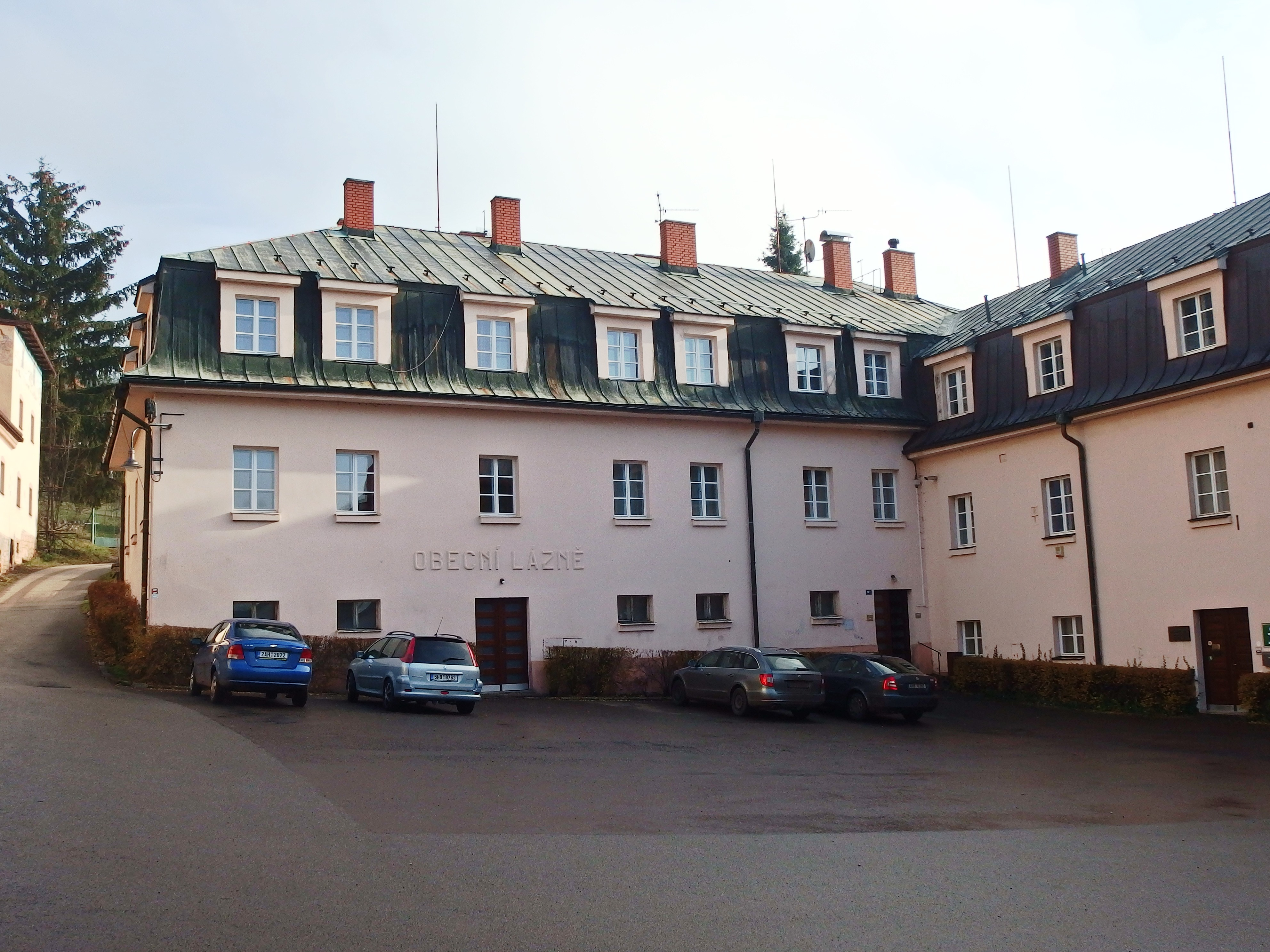
Malé Svatoňovice, dům U Doktorů, rodiště Karla Čapka
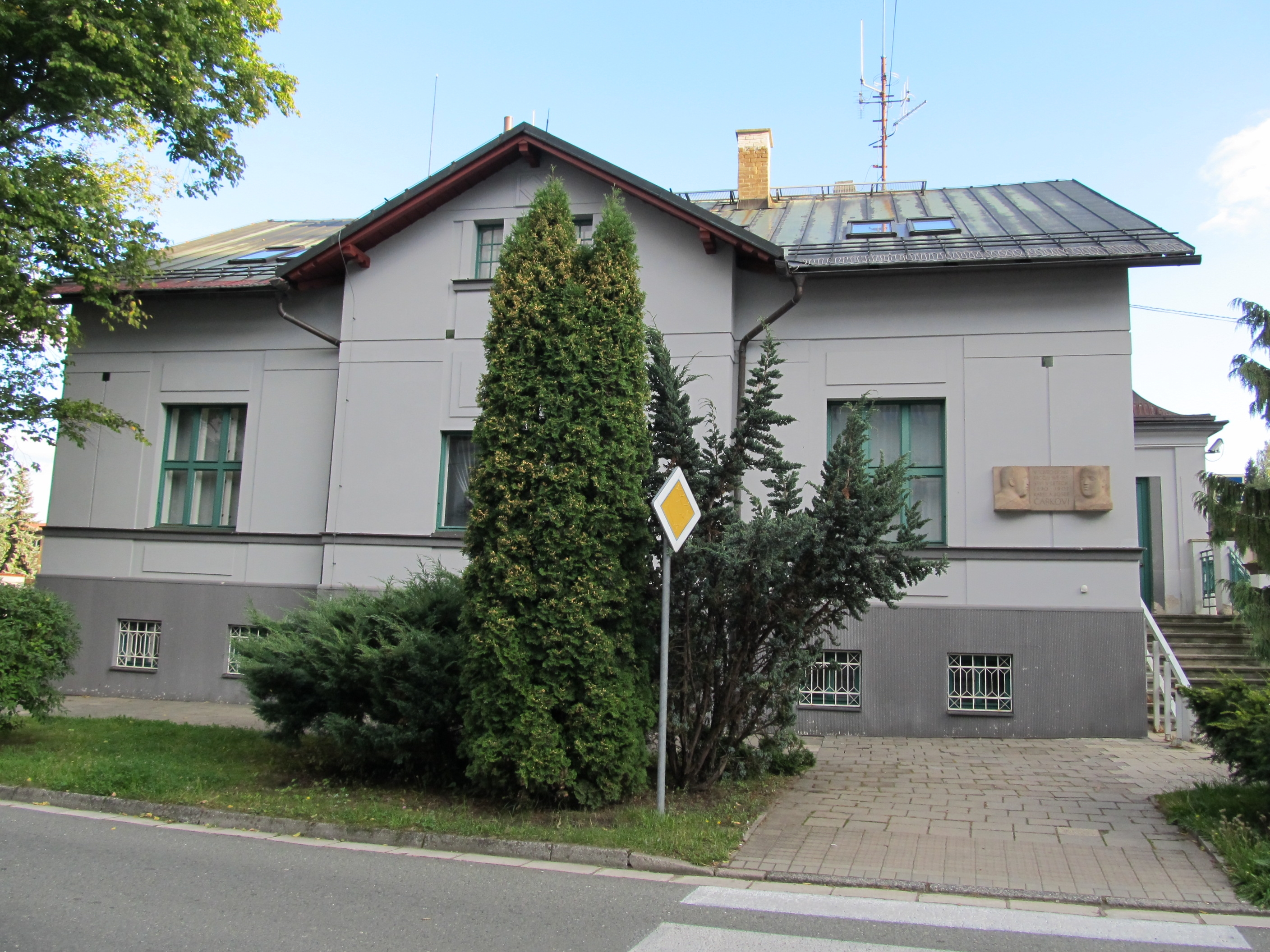
Dům bratří Čapků, Úpice
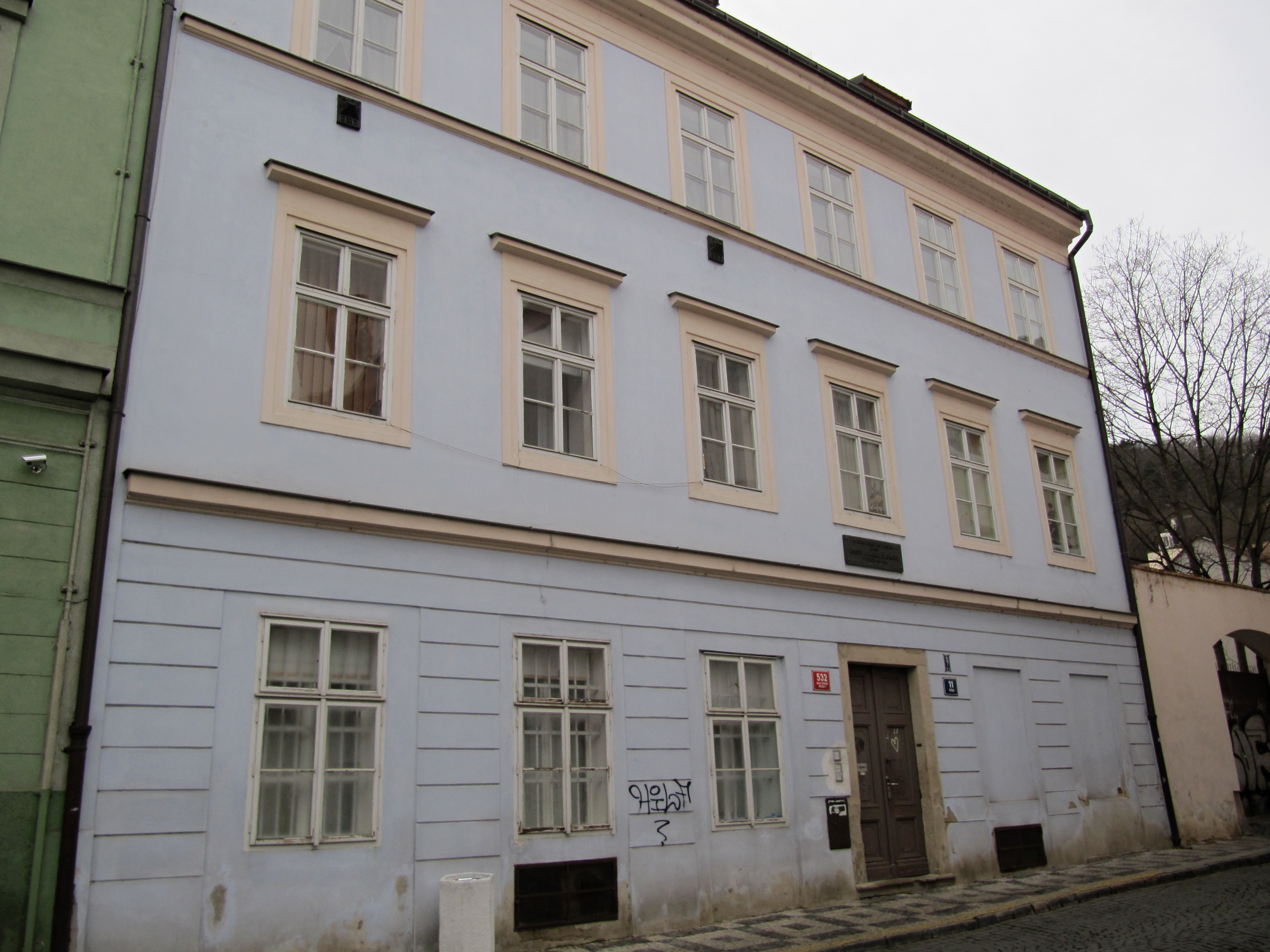
Praha, Říční 11
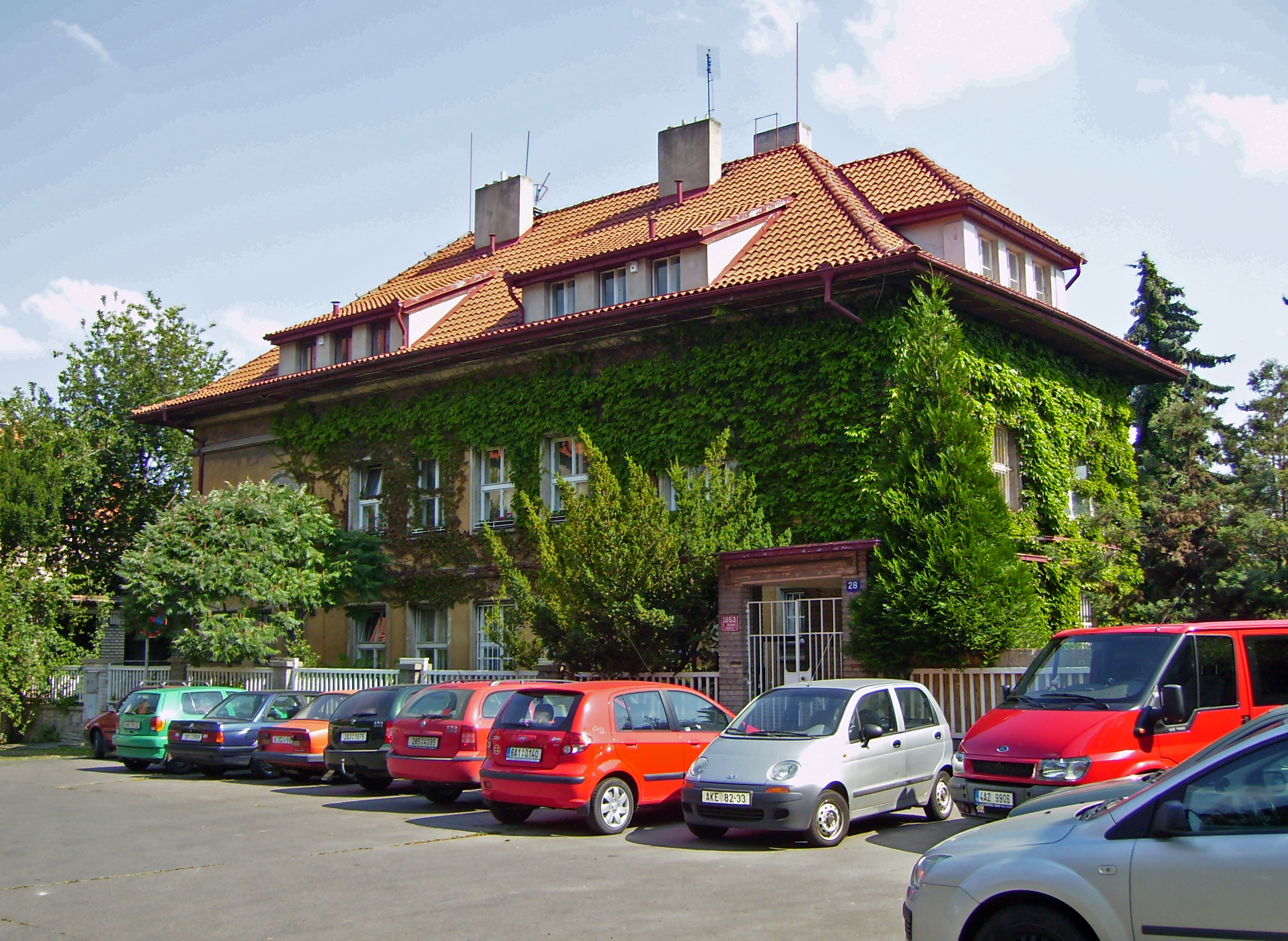
Dvojdům bratří Čapků v Praze 10-Vinohradech
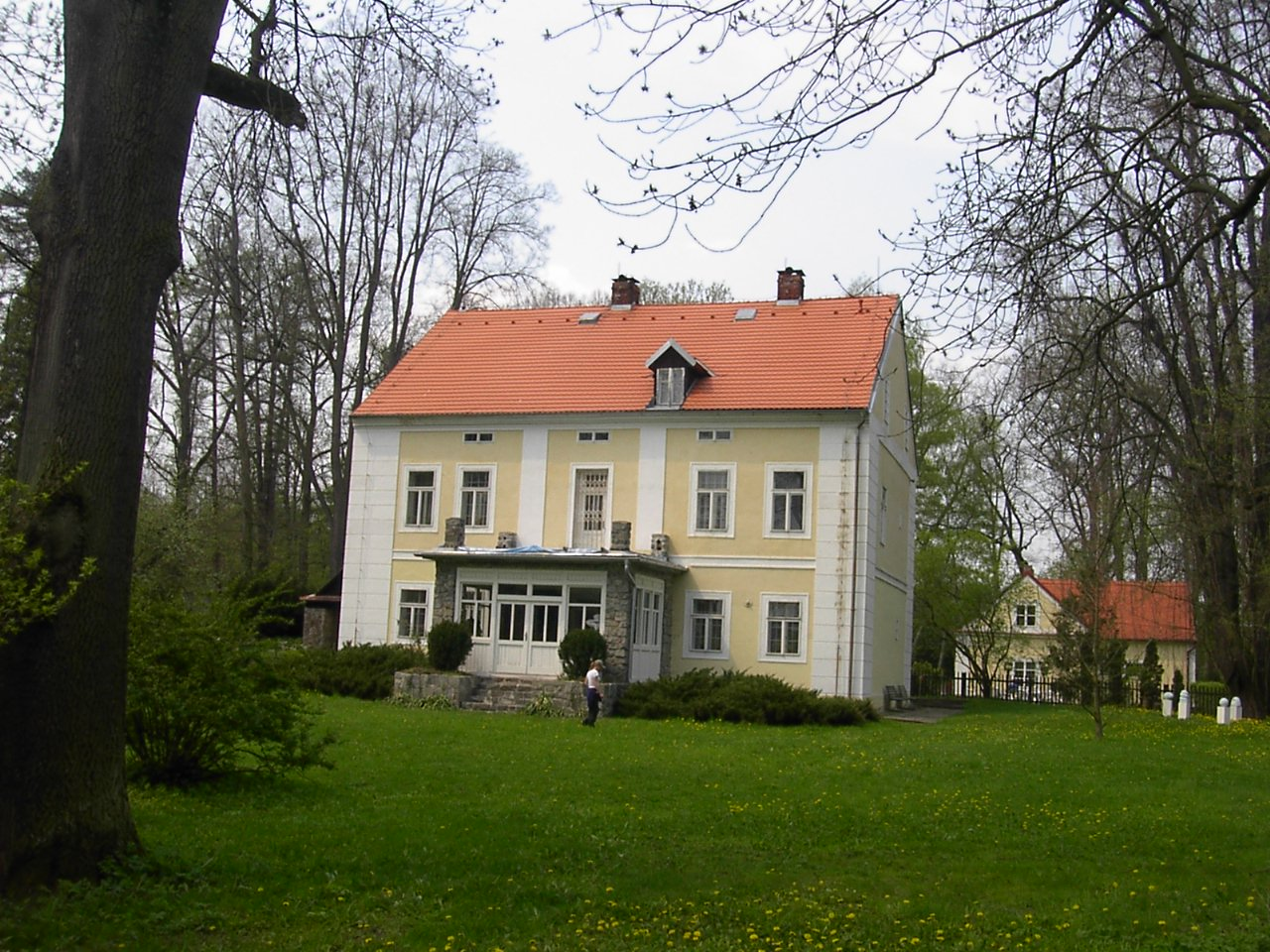
Strž u Staré Huti – romantické letní sídlo Karla Čapka

## Zajímavosti
- Čapek byl mimořádně nadaným a dobrým amatérským fotografem, o čemž vedle známých fotografií např. v Dášeňce svědčí řada dalších dochovaných snímků včetně portrétů známých osobností (mj. prezident Masaryk a další pátečníci). Amatér Karel Čapek byl autorem nejprodávanější fotografické publikace období první republiky: Dášeňka čili Život štěněte z roku 1933 byla publikována v několika desítkách vydání (databáze NK ČR eviduje přes 40 vydání)
- Méně známá je jeho záliba v etnické hudbě, vyrostlá ze zájmu o cizí kultury vůbec. Patřil mezi přední sběratele; celou dochovanou sbírku jeho dědicové v roce 1981 věnovali Náprstkovu muzeu (celkem 462 desek 78 ot./min. a 115 katalogů světových gramofonových firem). Po roce 1990 byly nahrávky s podporou UNESCO digitalizovány a výběr z nich byl vydán na pěti CD.[zdroj?]
- Autorem slova „robot“, které se s divadelní hrou R.U.R. rozšířilo po světě, je ve skutečnosti bratr Josef Čapek.[28][32] Původně chtěl Karel Čapek roboty nazvat „laboři“, ale nakonec mu znělo toto pojmenování příliš knižně.[33] Slovo robot vzniklo ze slovesa robotovat (pracovat).
- V roce 1989 byl uveden do kin životopisný film Člověk proti zkáze, který režíroval Štěpán Skalský a Jaromír Pleskot. Hlavní postavu Karla Čapka ztvárnil Josef Abrhám, jeho bratra Josefa hrál František Řehák, Olgu Scheinpflugovou Hana Maciuchová, postavu T. G. Masaryka Svatopluk Beneš.[34]
- Ve filmu Hovory s TGM z roku 2018 ztvárnil postavu Karla Čapka český herec Jan Budař, postavu T. G. Masaryka slovenský herec Martin Huba.[35]
- Teprve v roce 2009, tedy až 70 let po Čapkově smrti, byla knižně vydána obsáhlá korespondence, kterou se spisovatelem vedl na téma pacifismu a odpírání vojenské služby brněnský advokát Jindřich Groag.[36] Do té doby byla známa jen část těchto dopisů.
- Je vyobrazený na reverzu medaile, kterou dostávají čestní občané Prahy 10, jako symbolický zástupce významných osobností zde žijících a tvořících.[37]
- Existuje jediná dochovaná nahrávka Čapkova hlasu (vyhýbal se projevům v rozhlase) – jedná se o mírové poselství na Štědrý den 1937, které bylo adresováno indickému básníkovi Rabíndranáthu Thákurovi.[38][39]

## Dílo

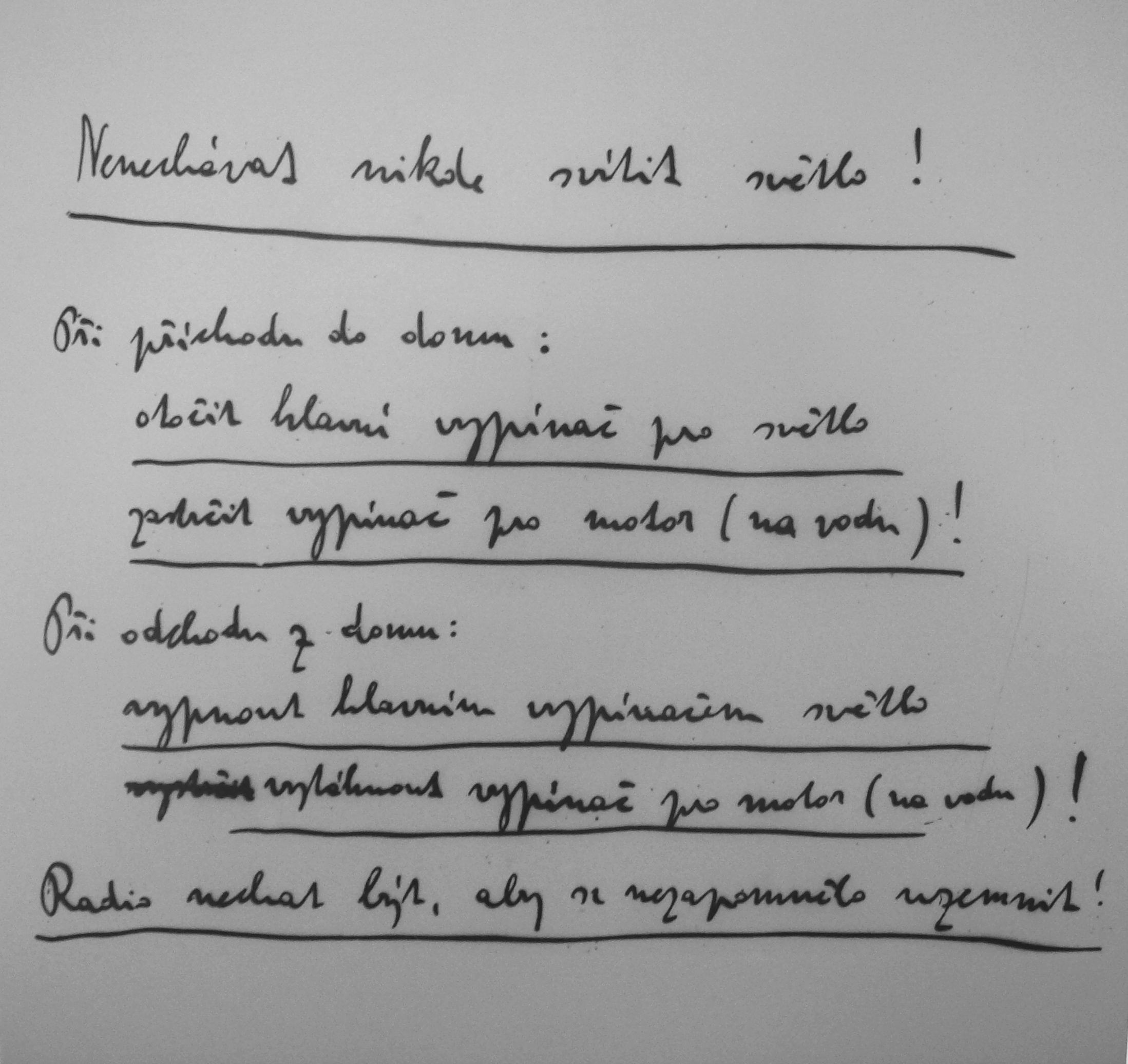
Rukopis Karla Čapka

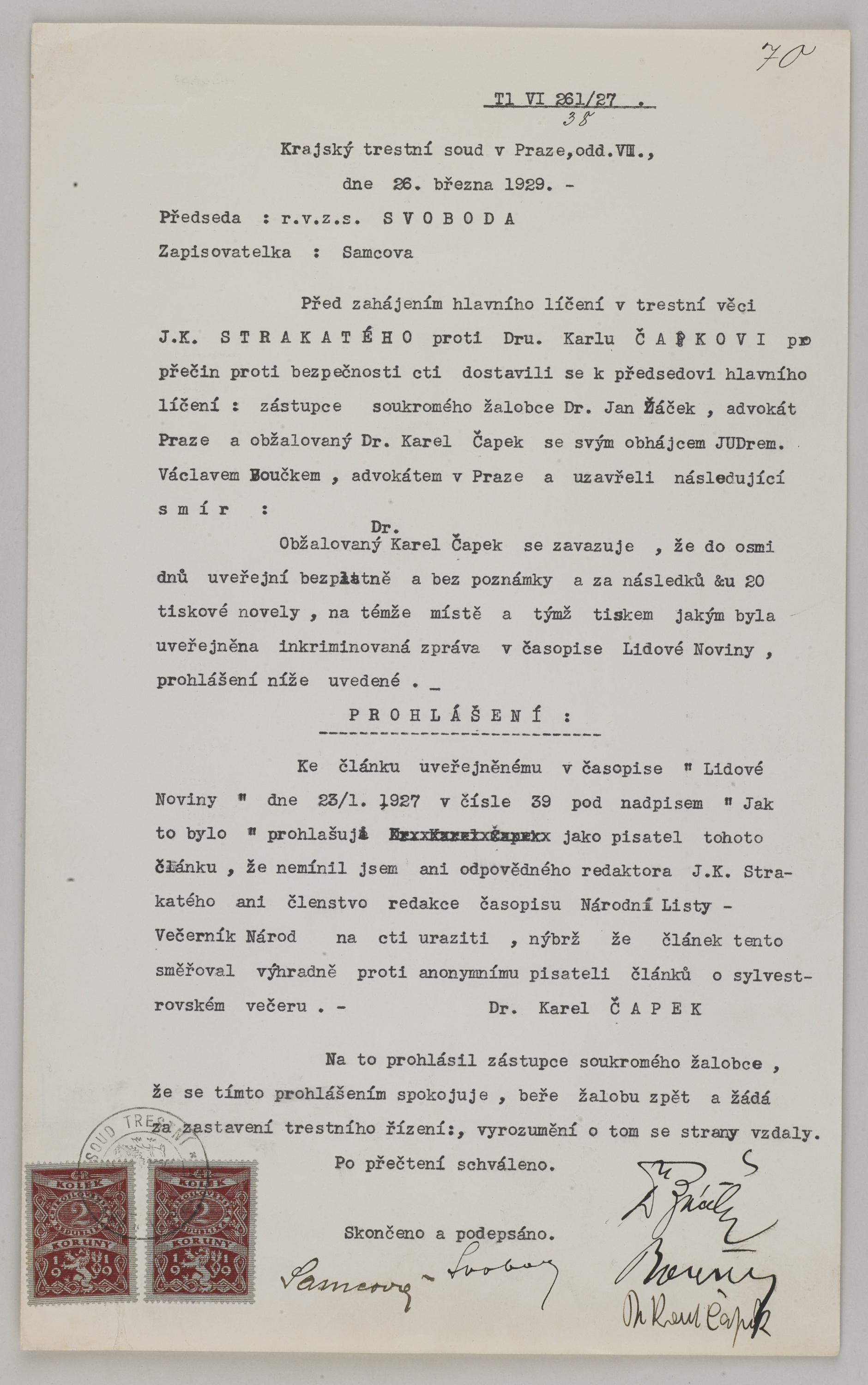
Zápis z hlavního líčení Krajského soudu trestního v procesu s Karlem Čapkem v souvislosti s tzv. Silvestrovskou aférou z roku 1929. (fond: Krajský soud trestní Praha, Karel Čapek, Tk VI 261/27., SOA Praha)

Svou literární tvorbu zahájil před první světovou válkou, zpočátku tvořil se svým bratrem Josefem, který byl především malířem. Na jeho tvorbu mělo velký vliv jeho filosofické a estetické vzdělání, zejména pragmatismus a expresionismus, dále ho velmi ovlivnila vědeckotechnická revoluce. Ve svých dílech mnohdy vyjadřoval obavu, že jednou technika získá moc nad člověkem (R.U.R., Krakatit, Továrna na absolutno).
Typickým znakem jeho děl je využívání obrovské slovní zásoby, používání neobvyklých slov, několikanásobných větných členů a rozvitých souvětí.
V dílech Karla Čapka se uplatňuje individualistický přístup a z toho vyplývající uznávání silných jedinců, neuznává jednoznačnou pravdu, ale pouze pravdu z pohledu jednotlivce. Jeho dílo samozřejmě také ovlivnila první světová válka a později nástup fašismu v Itálii a hlavně nacismu v Německu, blížící se druhá světová válka a hrozby proti první Československé republice (Válka s Mloky, Matka, Bílá nemoc).
Jeho dílo bývá děleno na dvě základní části:
- Část zabývající se vnitřním životem člověka jako jedince, jehož prostřednictvím se Čapek pokouší zkoumat možnosti i hranice lidského poznání, mnohost pohledů na realitu, zabývá se noetikou (Boží muka, noetická trilogie…).
- utopická část – sem se řadí jeho utopické romány a dramata, ve kterých Čapek kritizuje společenské problémy celé moderní společnosti, zároveň je zde často vyjadřována obava ze zneužití techniky proti člověku a v dílech je i patrná obava z nastupujícího fašismu. Pro tato díla bývá považován za jednoho ze zakladatelů sci-fi literatury.

Kritičnost jeho děl často oslabuje idealizující nebo harmonizující závěr, ve svých vrcholných dílech[ujasnit] tuto tendenci opustil.
Činnost novináře poskytla Čapkovi řadu tvůrčích podnětů a ovlivnila vnitřní organizaci jeho literárních děl, jejich jazyk, sloh, ale i výraz a tvar. Jeho tvorba výrazně ovlivnila podobu tradičních i nově vzniklých novinářských útvarů. A to především jazykovou svěžestí a slovesnou propracovaností.[zdroj?]
Jeho působení v tisku je spojeno především s Lidovými novinami, kde v jistém slova smyslu navazoval na dílo Jana Nerudy v Národních listech. Napsal velké množství fejetonů, které později vycházely v různých souborech. Dále se vyjadřoval k aktuálním problémům ve sloupcích, které v Lidových novinách zaváděl spolu s Karlem Čapkem Karel Poláček.

### Próza

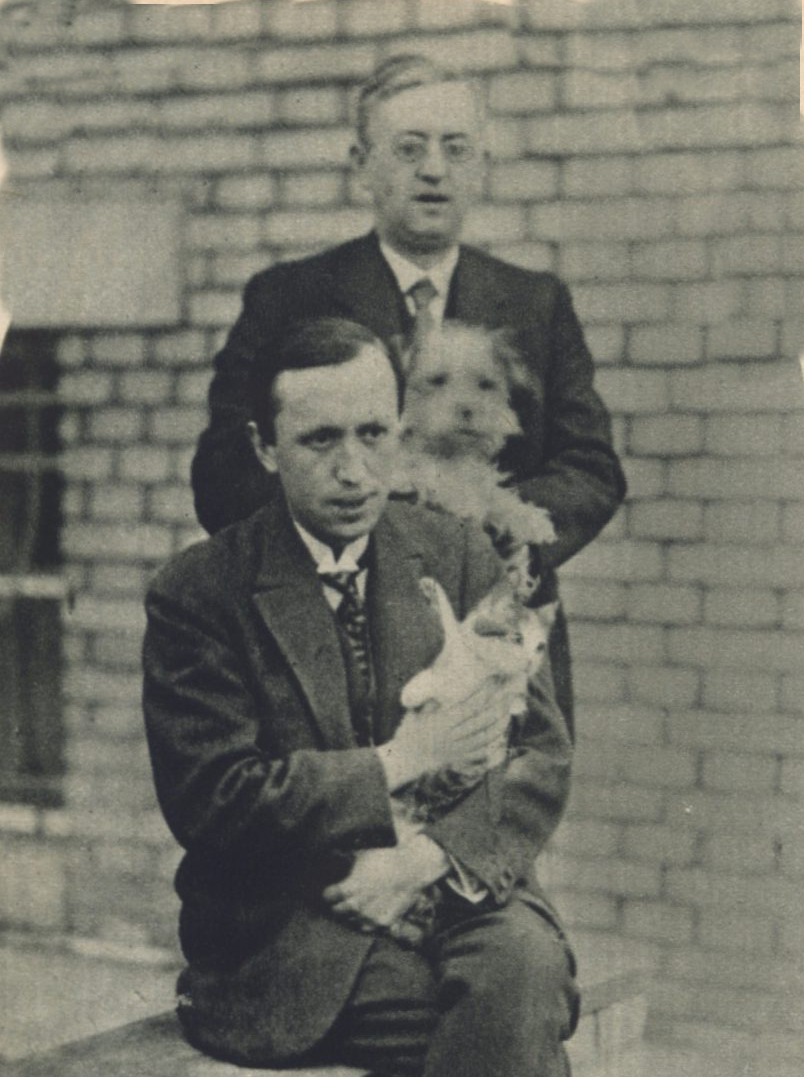
Karel a Josef Čapkové 1927

- Zářivé hlubiny (1916) – jedná se o knižní vydání jeho povídek otiskovaných v časopisech, napsaných spolu s bratrem Josefem
- Boží muka (1917) – filosofické povídky, které se zamýšlejí (filosofují) nad záhadami lidské duše a osudovými náhodami v životě člověka. První kniha, kterou Karel Čapek napsal sám
- Krakonošova zahrada (1918) – jedná se o knižní vydání jeho próz otiskovaných v časopisech, napsaných spolu s bratrem Josefem. Většina prací pochází z let 1908–1911.
- Kritika slov (1920) – v tomto díle pomocí sloupků podrobil rozboru frázi a její zneužití.
- Trapné povídky (1921) – skepticky uvažuje o smyslu lidské existence a jeho duševna.
- Továrna na absolutno (1922) – fejetonový román. V tomto románu lidstvo získá od českého vynálezce, inženýra Marka, vynález motoru, kterému může jako palivo sloužit jakákoliv látka a kterou spálí beze zbytku. Spolu s tímto zdrojem energie lidstvo postupně získá blahobyt. Při spalování se ale uvolňuje záření – absolutno, které dělá z lidí náboženské fanatiky. Postupně těchto lidí přibývá a s tím začíná chaos. Nakonec vypuká válka, která končí úplným vyčerpáním, pak si teprve lidé uvědomí viníka a všechny motory zničí.
- Krakatit (1924) – román. Ing. Prokop objeví novou, velmi silnou trhavinu, schopnou zničit celý svět. Jeho přítel Tomeš získá kvůli penězům tajemství krakatitu a uteče. Prokop se ho vydá hledat, aby zabránil zneužití. Na konci se setkává s pohádkovým stařečkem a rozmlouvají spolu o smyslu života. Závěr je postaven na myšlence, že člověk nemá dělat velké skutky, ale jen takové, které mu mají sloužit. Dvakrát zfilmováno Otakarem Vávrou pod názvy Krakatit (1948) a Temné slunce (1980).[40]
- O nejbližších věcech (1925) – knižní vydání jeho sloupků, drobné úvahy
- Skandální aféra Josefa Holouška (1927) – satirické povídky o novinách, novinářích, v nichž autor kritizuje poměry v tisku v období mezi dvěma světovými válkami.
- Povídky z jedné kapsy, Povídky z druhé kapsy (1929) – povídky s detektivní tematikou. Jejich příběh je podáván humornou formou. Hrdina většinou není velký zločinec, ale zlodějíček, také kriminalista je obyčejný člověk. V těchto dílech jde především o vystižení různých typů osob. V povídkách se odráží relativismus – není přesně dána pravda, záleží na úhlu pohledu. Čtení tak není pouze humorné, ale i k zamyšlení.[41]
- Zahradníkův rok (1929) – jedná se o fejetony o zahradničení, zároveň zde pomocí reakcí na děje související se zahradničením (např. počasí) vystihuje českou povahu.[42]
- Cáry cti (1929–1931) – Jedná se o románovou trilogii, která se skládá z knih Ztracený ráj, Vlasta a Legenda o štěstí.
- Marsyas čili na okraj literatury (1931) – zde se v několika esejích zabývá tzv. brakovou literaturou – dochází k závěru, že její existence je nutná. Jedná se o poměrně kvalitní rozbor tohoto žánru.
- Apokryfy (1932) – povídky, ve kterých stylizuje historická a především biblická témata
- O věcech obecných čili Zoon politikon (1932) – fejetony a stati
- Následující díla tvoří volnou (tzv. noetickou) trilogii spojenou podobnými filosofickými myšlenkami a závěry. Tato trilogie patří k vrcholům jeho díla. Ukazuje, že ze stejných fakt vyvozují různí lidé odlišné závěry, zobrazuje zde mnohost pohledů na svět, relativnost pravdy.
  - Hordubal (1933, zfilmováno 1937) – základem této novely byla skutečná událost, kdy se sedlák (Hordubal) po několika letech práce v Americe vrátil domů na Podkarpatskou Rus a byl zavražděn svojí ženou a jejím milencem. Čapek si zde kladl otázky, jako zda jsme vůbec oprávněni spravedlivě soudit vinu. Při usvědčení se ztratí Hordubalovo srdce, což symbolizuje nevyřešený příběh Hordubala.
  - Povětroň (1934) – v této novele je z trosek letadla vytažen bez jakýchkoliv dokladů člověk. Tři svědci jeho umírání (zdravotní sestra, básník a jasnovidec) si na základě vlastních představ a zkušeností vytvářejí představu o umírajícím (na základě toho, jací jsou sami).[43]
  - Obyčejný život (1934) – železniční úředník v penzi líčí svůj „obyčejný život“ a zamýšlí se nad ním. Postupně dochází k přesvědčení, že se vlastně skládá z mnoha osobností, které dohromady tvoří jeho osud. V lednu 2019 byl román zpracován jako desetidílná četba na pokračování. Pro rozhlas adaptoval: Jan Němec, dramaturgie: Ludvík Němec, zvukový mistr: Walter Rient, v režii: Lukáše Kopeckého četl Igor Bareš.[44][45]
- Válka s Mloky (1936)[46] – Lidé objevují zvláštní tvory – mloky, inteligentní živočichy, které lidé začnou cvičit jako levnou pracovní sílu. Mloci se však vzbouří, začnou organizovat svůj vlastní stát, zvolí si svého vůdce a žádají pro sebe „životní prostor“. Vše spěje nevyhnutelně k válečnému konfliktu.
- První parta (1937, zfilmováno 1959) – děj tohoto románu se odehrává v dole, kde po závalu zůstane několik horníků a vedení dolu hledá dobrovolníky na jejich záchranu. Toto dílo je oslavou lidské solidarity.[47]
- Jak se co dělá – soubor causerií.[48]
- Život a dílo skladatele Foltýna (1939, vydáno posmrtně, televizní inscenace 1992) – nedokončený román.[49]

### Dramata

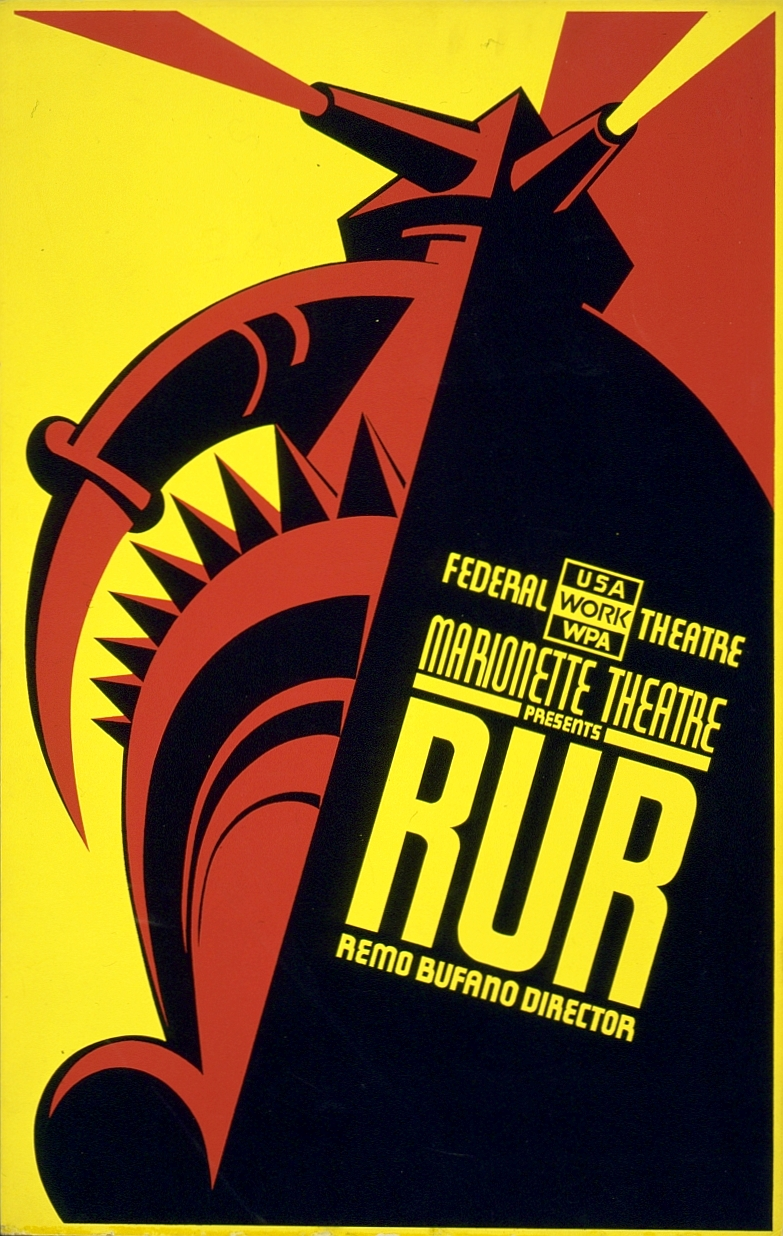
R.U.R. 1939

- Lásky hra osudná (napsáno 1910, vydáno 1911) – jednoaktovka; napsáno spolu s bratrem Josefem.
- Loupežník (1920, zfilmováno v roce 1931) – komedie zabývající se vztahem mladé a starší generace. Loupežníkem je student s pověstí lehkovážného mladíka, jenž se zamiluje do dcery svého profesora, který o jejich lásce nechce ani slyšet. Loupežník nakonec využívá nepřítomnosti rodičů a zamkne se se svou láskou v jejich domě a odmítá je pustit dovnitř. Nakonec donutí pana profesora k přiznání, že mladá generace není tak špatná, jak si jeho generace představuje.
- R.U.R. (Rossum’s Universal Robots – Rossumovi Univerzální Roboti, 1920) – v tomto vědeckofantastickém dramatu poprvé zaznělo slovo robot, které Čapkovi poradil bratr Josef. Čapek zde varuje před zneužitím techniky. Továrník Rossum vyrábí dokonalé roboty, kteří jsou k nerozeznání od lidí. Roboti postupně vykonávají stále více práce a lidé postupně degenerují. Roboti se vzbouří a začnou vyvražďovat lidi, nakonec vyvraždí všechny až na starého Alquista. Robotům hrozí zánik, protože nejsou schopni vyrábět sami sebe; po Alquistovi chtějí, aby zase objevil tajemství jejich výroby. Alquist se snaží všemožně zjistit informace o konstrukci robotů, dojde i na vivisekci. Mezitím se na scéně objeví roboti z poslední série, Primus a Helena, kteří mají některé lidské vlastnosti, jež ostatním robotům chybí. Alquist zjistí, že se milují, a požehná jim jako zakladatelům nového rodu. (problém – svět zamoří roboti; spása – v lásce)[50]
- Ze života hmyzu (1921, zhudebněno J. Cikkerem) – alegorický pohled na svět hmyzu, který představuje různé lidské vlastnosti a lidské typy. Na záchranu skutečných hodnot vystupuje tulák, který nejprve mraveniště nezaujatě pozoruje, ale nakonec se z pozorovatele stane aktivním účastníkem děje a rozšlapává mravenčího vůdce. Napsáno spolu s bratrem Josefem.[51]
- Věc Makropulos (1922) – tajemná žena Elina Makropulos prozradí, že je jí ve skutečnosti 300 let. Je dcerou alchymisty, který působil na dvoře císaře Rudolfa II. v Praze a který objevil elixír mládí. Císař mu nařídil, aby tento přípravek vyzkoušel na své dceři. Mnoho lidí jí její nesmrtelnost závidí, ale ona je unavena žitím, protože lidské bytí je těžkým údělem. Za 300 let poznala všechny lidské vlastnosti, vidí už jen něco, co se stále opakuje, což ji unavuje. Přesto se však bojí smrti. Toto Čapkovo dílo bylo kongeniálně zhudebněno Leošem Janáčkem v jeho stejnojmenné opeře, která je pravidelnou součástí repertoáru světových operních domů.
- Adam stvořitel (1927) – Adam je nespokojen se světem, jaký je, proto jej zničí a vytvoří nový. Je zklamán, protože brzy zjišťuje, že nový svět není lepší než ten, který zničil. Napsáno spolu s bratrem Josefem.
- Bílá nemoc (1937, zhudebněno T. Andrašovanem, zfilmováno H. Haasem roku 1937) – objevuje se diktátor (Maršál), který chce válku (Adolf Hitler), ale zároveň s ním se objevuje strašlivá nemoc, která zabíjí lidi. Touto nemocí onemocní i diktátor; jeden mírumilovný lékař (Galén) nachází lék. Nabízí diktátorovi, že ho vyléčí výměnou za mír. Diktátor nakonec přijímá, ale lékař je zabit zfanatizovaným davem cestou k němu. Na konci díla vypuká válka.[52]
- Matka (1938) – V tomto dramatu hlavní hrdinka, matka Toniho, se svými rozhovory snaží zabránit svému jedinému žijícímu synovi (její starší synové i manžel již zemřeli nebo padli), aby odešel bojovat. Teprve poznání, že nepřítel zabíjí i malé děti a že ona není sama, kdo prožívá ztrátu svých synů, ji donutí dát Tonimu pušku a pustit ho do války. Její zemřelí synové a manžel vystupují ve hře jako normální postavy, se kterými matka rozmlouvá.[53]

### Cestopisy

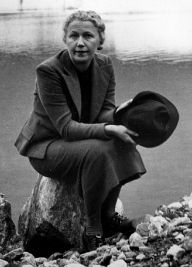
Olga Scheinpflugová u norského fjordu. Fotografie Karla Čapka.

V Čapkových cestopisech nejde o zeměpisnou studii, ale o zachycení zvláštností, zvyků a životního stylu. Cestopisy přibližují čtenáři kulturu a ducha navštívených států v období mezi světovými válkami. Forma cestopisů připomíná jeho sloupky. Nejdříve cestopisy posílal do Lidových novin, až později vyšly knižně.
- Italské listy (1923)
- Anglické listy (1924)
- Výlet do Španěl (1930)[55]
- Obrázky z Holandska (1932)
- Cesta na sever (1936)

### Dětské knihy
- Devatero pohádek a ještě jedna od Josefa Čapka jako přívažek (1932) – pohádky z různých zaměstnání, kde Čapek dětem sděluje určité principy lidského chování (např. listovní tajemství).
- Dášeňka čili život štěněte (1933) – toto dílo, napsané a fotografované s Josefem Čapkem, je vyprávění o narození a růstu štěňátka – foxteriéra Dášeňky. Karel Čapek vypráví tomuto pejskovi psí pohádky, které jsou tak trochu také bajkami.[56]
- Měl jsem psa a kočku (1939)[57]
- Pudlenka (1970) – toto posmrtně uspořádané dílo je o kočkách a o Čapkově kočce Pudlence zvlášť. Později vydáváno jako Pudlenka aneb Měl jsem psa a kočku (obsahuje Čapkova díla Měl jsem psa a kočku, Člověk a pes a doslov Olgy Scheinpflugové O Karlu Čapkovi a jeho zvířátkách).

### Filozofická díla
- Pragmatismus čili Filosofie praktického života (1918)

### Překlady
- Francouzská poezie nové doby (1920), tato antologie moderních francouzských básníků (zhruba od Charlese Baudelaira po Guillauma Apollinaira) výrazně ovlivnila vývoj české literatury (např. postoj české poezie k asonanci a vůbec českou metriku). Překlady byly jazykově dokonale propracované, na dlouhou dobu se staly vzorem překladu a často i původní poezie (velmi ovlivnily například Vítězslava Nezvala). Klíčovou součástí antologie je slavná Apollinairova báseň Pásmo.

#### Seznam překladů děl od Karla Čapka
- Pásmo – Guillaume Apollinaire
- Pásmo a jiné verše – Guillaume Apollinaire
- Hudebník ze Saint Merry – Guillaume Apollinaire
- Básně – Guillaume Apollinaire
- Alkoholy života – Guillaume Apollinaire
- Sganarelle, čili, Domnělý paroháč – Jean-Baptiste Poquelin (Molière)
- Le Bateau ivre – Arthur Rimbaud
- Královský bukanýr – Novindus – Raymond E. Feist
- Hořké propasti – Charles Baudelaire
- Slova na strunách – Paul Verlaine
- Záludná luna – Paul Verlaine
- Slova na strunách – Paul Verlaine
- Žluté lásky – Tristan Corbière
- Květy zla – Charles Baudelaire
- Čas je hráč – Charles Baudelaire
- Víno samotářovo – Charles Baudelaire
- Doušek jedu – Arthur Rimbaud [58]
- Autor Karel Čapek – Francouzská poesie – 1. vydání 1920 / 2. vydání – 1936[58]

### Politická díla
- Hovory s T. G. Masarykem (1928–1935, 3 svazky) – jedinečné svědectví o Masarykovi (jeho názorech nejen politických, filozofických, ale i lidských, jeho vzpomínek)
- Mlčení s T. G. Masarykem – doplnění hovorů, esej z roku 1935.

### Posmrtně vydáno

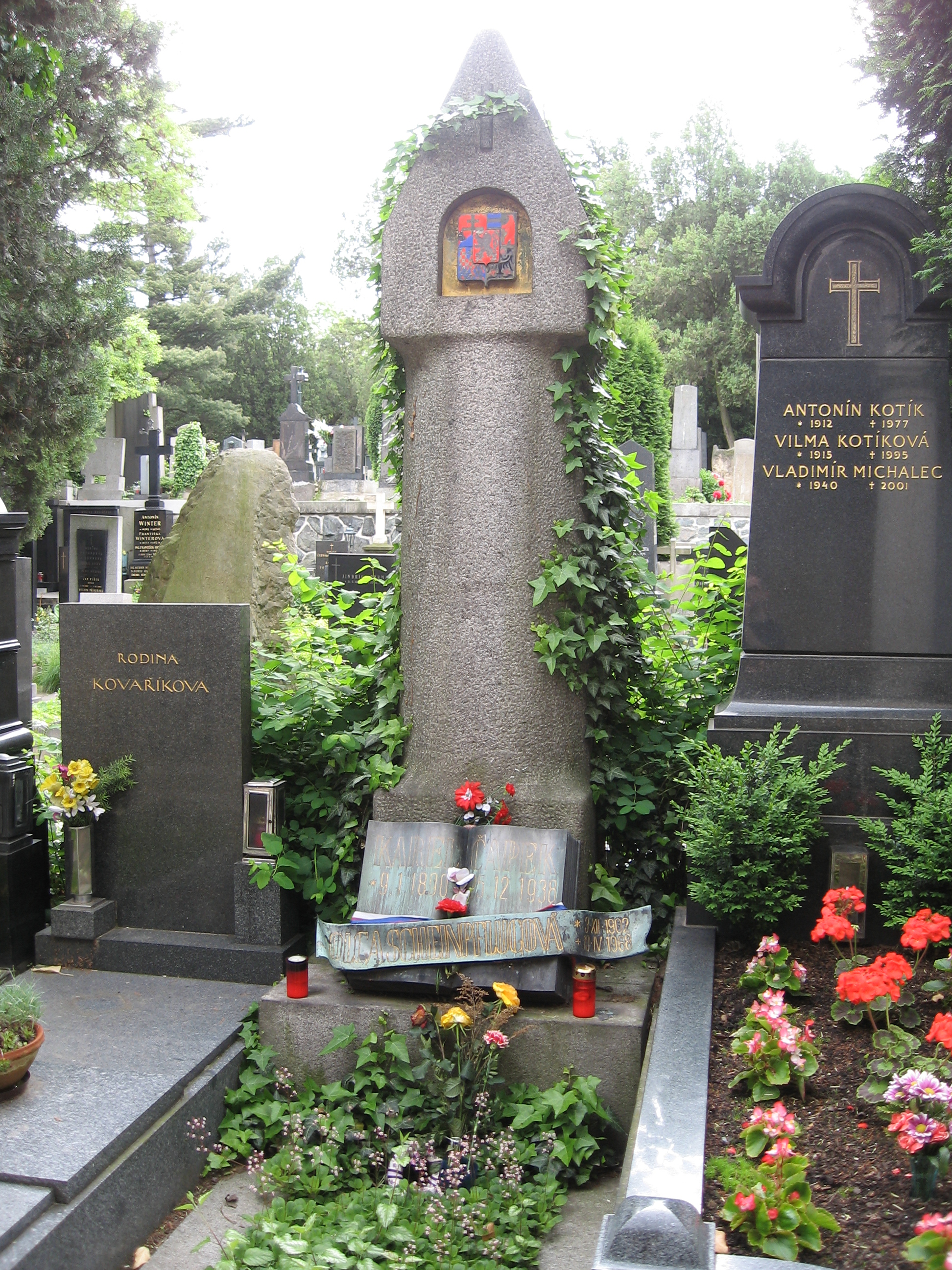
Hrob Karla Čapka a Olgy Scheinpflugové na Vyšehradském hřbitově v Praze

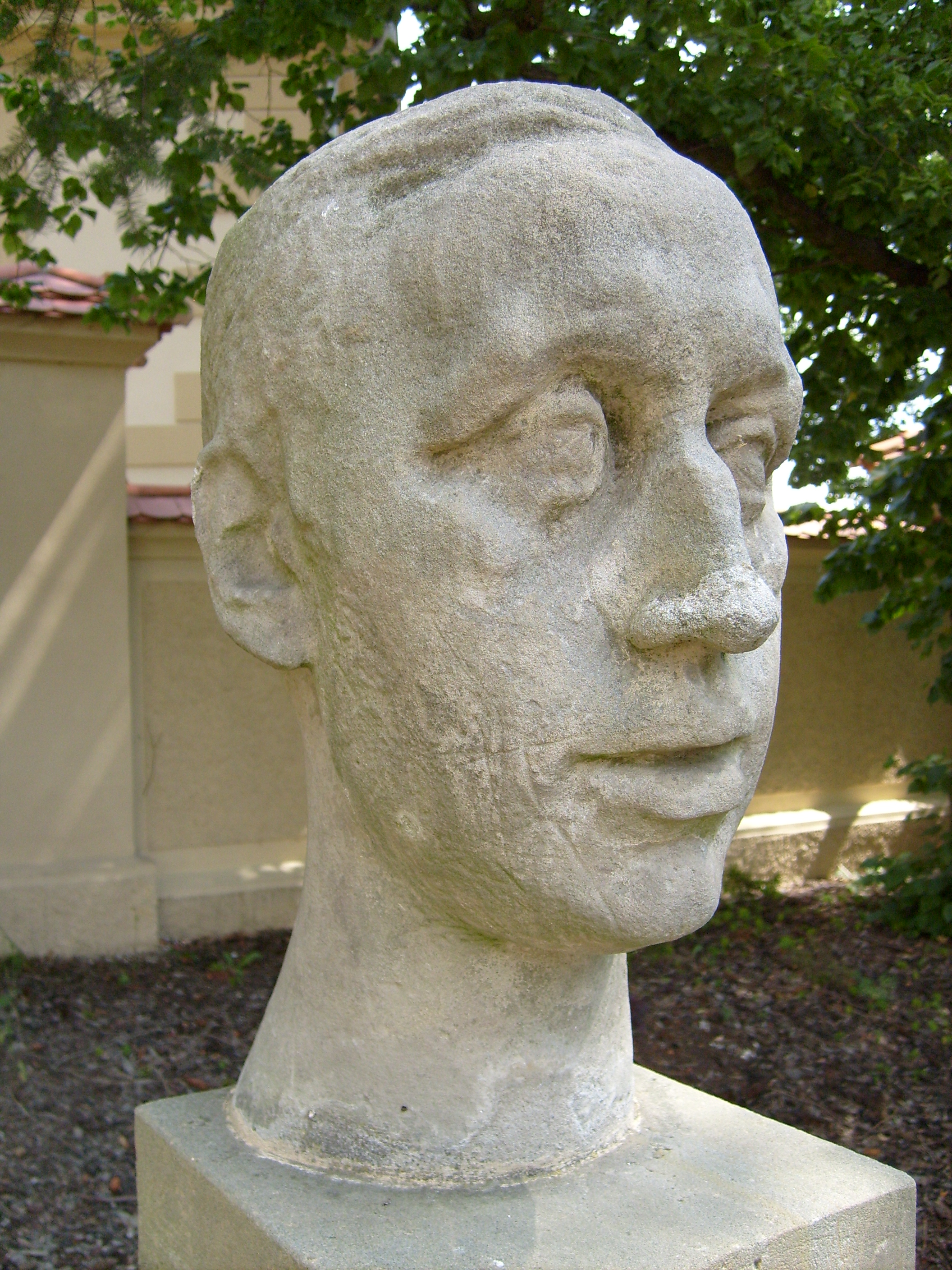
Busta Karla Čapka z roku 1967 u zámku v Chyši

Po smrti K. Čapka byly sebrány a vydány jeho novinové články, fejetony apod.
- Měl jsem psa a kočku – 1939, prózy a fejetony
- Kalendář – 1940, sloupky
- O lidech – 1940, sloupky
- Vzrušené tance – 1946, básně
- Bajky a podpovídky – 1946
- Sedm rozhlásků K. Č. – 1946
- Ratolest a vavřín – 1947, sloupky
- Obrázky z domova – 1953, fejetony a sloupky
- Věci kolem nás – 1954, fejetony a sloupky
- Sloupkový ambit – 1957
- Poznámky o tvorbě – 1959, výbor z prací o literatuře
- Na břehu dnů – 1966, výbor z novinářských prací
- Čtení o T. G. Masarykovi – 1969,
- Místo pro Jonathana! – 1970, výbor ze statí o literatuře a kultuře
- Listy Olze – 1971, dopisy Olze Scheinpflugové
- Drobty pod stolem doby – 1975, veršované komentáře ke dni
- Skandální aféra Josefa Holouška, Podivuhodné sny redaktora Koubka – 1977, dvě satirické povídky
- Listy Anielce – 1978, dopisy Anně Nepeřené z roku 1905
- Dopisy ze zásuvky – 1980, dopisy Věře Hrůzové z let 1920–1931
- Filmová libreta – 1988
- Pseudonymní a anonymní tvorba Karla Čapka v týdeníku Nebojsa /1918–1920/ – 2000
- „Vojáku Vladimíre...“ – 2009, korespondence s Jindřichem Groagem

## Divadelní režie – Vinohradské divadlo
- 1921 Julius Zeyer: Stará historie, 21 repríz
- 1922 Karel Čapek: Věc Makropulos, 24 repríz
- 1922 Percy Bysshe Shelley: Cenci, 8 repríz
- 1922 Henri Ghéon: Chléb, 8 repríz
- 1922 Molière: Lékařem proti své vůli, 18 repríz
- 1922 Molière: Sganarelle čili Domnělý paroháč, 15 repríz
- 1922 Molière: Vynucený sňatek, 18 repríz
- 1923 Aristofanés: Jezdci, 14 repríz
- 1923 Aristofanés: Ženský sněm, 5 repríz
- 1923 Fráňa Šrámek: Plačící satyr, 13 repríz
- 1923 Josef Čapek: Země mnoha jmen, 9 repríz
- 1927 Karel Čapek: Věc Makropulos, 5 repríz

## Ocenění
- Byl sedmkrát nominován na Nobelovu cenu za literaturu, v letech 1932 až 1938.[59][60][61]
- 1923 – Státní cena za literaturu, spolu se svým bratrem Josefem – za dílo dramatické
- 1924 – Státní cena za literaturu – kniha Krakatit
- 1927 – Státní cena za literaturu, spolu se svým bratrem Josefem – za dílo Adam stvořitel
- 1930 – Státní cena za literaturu – kniha Povídky z druhé kapsy
- 1934 – Státní cena za literaturu – kniha Povětroň
- 1937 – Státní cena za literaturu – kniha Bílá nemoc
- 1937 – Řád čestné legie, 1. února 1937, v hodnosti důstojníka.[62]
- 1990 – Cena Karla Čapka za zásluhy (in memoriam)
- 1995 – in memoriam propůjčen Řád T. G. Masaryka.[63]
- 2017 – Vítěz Státního ocenění Rytíř, Dáma a Mecenáš české kultury in memoriam
- 2018 – 1. místo – Anketa Českého rozhlasu (nejoblíbenější umělecká díla posledních 100 let)
- 1. května 2019 – čestné občanství města Hradce Králové[64]
- 2. června 2021 – čestné občanství Prahy 10[65][66] [67]

## Památka
- Památník Karla Čapka – muzeum ve Staré Huti u Příbrami; v areálu poesiomat s nahrávkami díla a vzpomínek
- Náměstí Karla Čapka v Malých Svatoňovicích;
- Pomník bratří Čapků – bronzové sousoší od Josefa Malejovského v Malých Svatoňovicích, kulturní památka;
- zmenšený sádrový návrh sousoší od Jana Simoty získalo muzeum městské části Prahy 11, zapůjčeno Městské knihovně v Praze – pobočka Opatov;
- busta u zámku v Chyši, na ZŠ v Kodaňské ulici v Praze;
- pamětní desky v Praze v Říční ulici, na budově Památníku Karla Čapka, na Hotelu U Královny Elišky v Hradci Králové, v Brně v Jaselské ulici, na ZŠ v Praze v Kodaňské ulici, na Městském domě v Úpici a na ZŠ v Úpici, na Domě U Doktorů v Malých Svatoňovicích;
- Dvojdům bratří Čapků na pražských Vinohradech, kulturní památka;[68]
- Základní škola Karla Čapka, Kodaňská 16, Praha 10;[69]
- Gymnázium Karla Čapka, Školní 1530, Dobříš;[70]
- Společnost bratří Čapků, sdružení fyzických a právnických osob, svou činnost vykonává nepřetržitě od roku 1947;
- Expres Karel Čapek (Mnichov – Praha – Mnichov), ČD[71] (do prosince 2017)[72]

## Filmové adaptace díla Karla Čapka
- Zlatý klíček (1922) – námět
- Loupežník (1931) – text písně a předloha
- Hordubalové (1937) – scénář
- Bílá nemoc (1937)
- Pošťácká pohádka (1945 a 1947)
- Případ s dítětem / Čapkovy povídky (1947)
- Balada o Juraji Čupovi / Čapkovy povídky (1947)
- Ukradený spis / Čapkovy povídky (1947)
- Poslední soud / Čapkovy povídky (1947)
- Propuštěný / Čapkovy povídky (1947)
- Čapkovy povídky (1947)
- Krakatit (1948)
- Pošťácká pohádka (1956) – TV film
- Velká kočičí pohádka (1956) – TV film
- O věcech nadpřirozených (1958)
- Metoda rady Pítra (1958) – TV film
- O věcech nadpřirozených (1958)
- Glorie / O věcech nadpřirozených (1958)
- Tajemství písma / O věcech nadpřirozených (1958)
- Právní případ / O věcech nadpřirozených (1958)
- Tajemství písma (1958)
- První parta (1959)
- Psí pohádka (1959)
- Postás mese (1959) – Maďarsko
- Záhady aneb s Karlem Čapkem v soudní síni (1960) – TV film
- Pošťácká pohádka (1961)
- Pohádka pro kočku (1963) – TV film
- Čintamani a ptáci / Čintamani & podvodník (1964)
- Příběhy sňatkového podvodníka / Čintamani & podvodník (1964)
- Loupežnická pohádka (1964)
- Čintamani & podvodník (1964)
- Zločin na poště (1965)
- Sedmihlávek aneb malá dračí pohádka (1965) – TV film
- Trapné povídky (1965) – TV film
- Kupon (1965)
- Básník (1965)
- Smrt barona Gandary (1965)
- Zmizení pana Hirsche (1965)
- Bolshaya koshachya skazka (1965) – SSSR
- Soud pana Havleny (1967)
- Psí pohádka (1967)
- Spravedlnost pro Selvina (1968)
- Apokryfy (1969) – TV film
- Pan Tomšík (1972) – TV film
- Tvrdohlavý Lot (1973)
- Ze života Hmyzu (1973)
- Rekord (1973) – TV film
- O princezně Solimánské (1975) – TV film
- Hordubal (1979)
- Zmizení herce Bendy (1979)
- Velká policejní pohádka (1979)
- Temné slunce (1980)
- Temné slunce (1980)
- Zločin na poště (1980)
- Loupežnická pohádka (1980) – TV film
- Soud pana Havleny (1980) – TV film
- Modrá chryzantéma (1981) – TV film
- Muž, který dovedl létat (1981) – TV film
- Plaché příběhy (1982)
- Pošťácká pohádka (1982) – TV film
- Rekord / Plaché příběhy (1982)
- Vražedný útok / Plaché příběhy (1982)
- Plaché příběhy (1982)
- Modrá chryzantéma / Plaché příběhy (1982)
- Doktorská pohádka (1982) – TV film
- Velká kočičí pohádka (1983)
- Recept jejo molodosti (1983) – SSSR
- O princezně Solimánské (1984) – TV film
- Grófinka (1986) – TV film
- Sensatsioon (1986) TV film – Estonsko
- Trojlístek (1990), obsahují 3 povídky
- Případy pana Janíka (1990) – TV film
- Zpověď Dona Juana (1990) – TV film
- Život a dílo skladatele Foltýna (1992) – TV film
- Lotrando a Zubejda (1997)
- Na zámku (2000) – TV film
- Svatá noc (2001)
- Osudové peníze (2010) – TV film
- Čapkovy kapsy (2011)
- Hmyz (2018)
- Hovory s TGM (2018)
- Adam stvořitel (2021)

Plánované
- R.U.R. (2026) – Austrálie

## Filmové adaptace Karla Čapka inspirované jeho životem
- Úsměvy mistrů z díla Karla Čapka (1964)
- Člověk proti zkáze (1989)
- Obsluhovala jsem Karla Čapka (2003)
- Pohádky bratří Čapků (2020)